# Type 97 Chi-Ha
Chi-Ha Kiểu 97 (九七式中戦車 チハ Kyunana-shiki chu-sensha chiha) là kiểu xe tăng hạng trung được Lục quân Đế quốc Nhật Bản sử dụng trong Chiến tranh Trung-Nhật, Chiến tranh biên giới Xô-Nhật và trong suốt Chiến tranh thế giới thứ hai, thay thế cho xe tăng hạng trung I-Go Kiểu 89 đã lỗi thời. Mặc dù ngay từ khi mới sản xuất vào năm 1938, lớp giáp bảo vệ của nó chỉ được đánh giá là trung bình trong thập niên 1930, Chi-Ha vẫn là kiểu xe tăng hạng trung có số lượng sản xuất nhiều nhất của Nhật Bản trong Chiến tranh thế giới thứ hai.
Đóng vai trò là xe tăng chủ lực của Lục quân Đế quốc Nhật Bản trong suốt Chiến tranh thế giới thứ hai tuy nhiên những đặc tính kỹ thuật của Chi-Ha về pháo chính, động cơ và lớp giáp bảo vệ đã khiến khả năng chiến đấu của nó không bằng các kiểu xe tăng chủ lực cùng loại của Đồng Minh, điển hình là M4 Sherman của Hoa Kỳ. Để cải tiến khả năng chiến đấu, từ năm 1941, pháo chính 57 mm của Chi-Ha, với vận tốc đạn thấp nên sức xuyên giáp đối với xe tăng đối phương không cao, đã được thay thế bằng pháo chính 47 mm có vận tốc đạn cao hơn. Xe tăng Kiểu 97 trang bị pháo chính này được gọi là phiên bản Kiểu 97 - kai Shinhoto.
Khung xe của Chi-Ha Kiểu 97 đã được sử dụng để tạo ra nhiều thiết kế liên quan như xe công binh, pháo tự hành, pháo tự hành chống tăng, pháo tự hành phòng không. Các kiểu xe tăng được tạo ra để thay thế và dựa trên xe tăng Kiểu 97 như Chi-He Kiểu 1, Chi-Nu Kiểu 3, Chi-To Kiểu 4 đã được sản xuất quá trễ và do đó gần như không tham chiến trong Chiến tranh thế giới thứ hai. 

## Lịch sử phát triển
Khi xe tăng hạng trung Chi-Ro Kiểu 89 được đánh giá lỗi thời từ năm 1935, đặc biệt là điểm yếu về tốc độ, Lục quân Đế quốc Nhật Bản bắt đầu chương trình phát triển một kiểu xe tăng hạng trung mới. Kiểu xe tăng hạng trung mới lấy ý tưởng từ xe tăng A6 của Anh được trang bị pháo 47 mm. Yêu cầu chính đối với kiểu xe tăng mới này là tốc độ phài ngang bằng với kiểu xe tăng hạng nhẹ mới như Ha-Go Kiểu 95. Trong khi đó, hỏa lực pháo 57 mm và lớp giáp bảo vệ tương đối mỏng của Kiểu 89 vẫn được giữ để đảm bảo khối lượng nhẹ và giá thành sản xuất thấp.
Tuy nhiên để trở thành xe tăng hạng trung chính thức của Lục quân Đế quốc Nhật Bản Chi-Ha Kiểu 97 vấp phải sự cạnh tranh từ một kiểu xe tăng hạng trung khác cũng của Mitsubishi, Chi-Ni, nhẹ hơn và rẻ hơn, cũng trang bị pháo chính 57 mm như Chi-Ha nhưng động cơ chỉ có 135 mã lực so với 170 mã lực của Chi-Ha.
Tuy nhiên khi Chiến tranh Trung-Nhật bùng nổ vào ngày 7 tháng 7 năm 1937, ngân sách dành cho chiến tranh của Nhật Bản được tăng cường nên cuối cùng Lục quân Nhật Bản đã chọn Chi-Ha, tuy có giá thành cao hơn nhưng có thiết kế tốt hơn trở thành xe tăng hạng trung Kiểu 97.

## Tên gọi
Từ Chi là viết tắt của chữ Chu-Sensha (xe tăng hạng trung trong tiếng Nhật). Ha trong danh pháp của Lục quân Nhật, có nghĩa là kiểu số 3. Kiểu xe tăng được đánh số 97 là hai số cuối của năm hoàng gia 2597, tương đương với năm 1937 theo lịch Gregorian. Do đó, "Chi-Ha Kiểu 97" có thể hiểu là "Xe tăng hạng trung ra đời năm 1937 kiểu số 3".

## Thiết kế

### Phiên bản đầu
Chi-Ha Kiểu 97 có khối lượng 15 tấn được trang bị động cơ diesel 12 xy-lanh làm mát bằng không khí, công suất 170 mã lực (127 kW) ở phía sau thân xe và truyền động thông qua trục chong chóng đến hộp số đầu xe; hộp số có bốn số tiến và một số lùi.
Toàn bộ thân xe của Kiểu 97 đều lắp ráp hoàn toàn bằng phương pháp tán đinh. Lớp giáp bảo vệ mỏng theo ý định của Lục quân Nhật để giảm giá thành và giữ khối lượng nhẹ. Chỗ giáp dày nhất là giáp nòng pháo dày 33 mm và hai bên tháp pháo dày 26 mm. Giáp thân dày 20 mm và nơi mỏng nhất là lớp giáp bên dưới thân chỉ có 12 mm. Mặc dù theo tiêu chuẩn xe tăng thập niên 1930, lớp giáp bảo vệ này không được xem là mỏng nhưng khi chiến tranh lan rộng vào năm 1941, nó trở thành điểm yếu lớn. Hậu quả là xe tăng Kiểu 97 dễ dàng bị tiêu diệt không chỉ bởi xe tăng đối phương mà còn bởi pháo chống tăng 37 mm, bazooka, lựu đạn chống tăng và trong một số trường hợp, bộ binh Mỹ còn có thể sử dụng cả súng máy M2 Browning để xuyên thủng lớp giáp dưới của Chi-Ha ở cự li gần. Bên trong khoang chiến đấu được phủ các tấm đệm amiăng được cho là để mục đích cách nhiệt.
Hỏa lực của Chi-Ha bao gồm pháo chính 57 mm, có thể nâng lên và hạ xuống dao động từ 11 độ đến -90 độ; một khẩu súng máy Kiểu 97 7,7 mm phía sau tháp pháo và một khẩu súng máy Kiểu 97 7,7 mm khác bên trái đầu thân xe. Chi-Ha có thể mang theo tổng cộng 120 quả đạn pháo 57 mm (80 đạn trái phá và 40 đạn xuyên thép) và cơ số đạn của hai khẩu súng máy là 2.350 viên. Tháp pháo có thể quay 360 độ cả trái lẫn phải. Pháo chính 57 mm được sử dụng cho mục đích yểm trợ bộ binh tấn công hơn là cho việc đấu tăng do vận tốc đạn thấp. Một số xe tăng Kiểu 97 còn được gắn thêm thiết bị tạo khói.
Tổ lái của Kiểu 97 có bốn người, bao gồm trưởng xe, xạ thủ tháp pháo, tài xế và xạ thủ súng máy ở thân xe. Tài xế ngồi ở bên phải đẩu thân xe, lái xe theo sự hướng dẫn của trưởng xe. Bên trái là xạ thủ súng máy, kiêm luôn nhiệm vụ thợ cơ khí. Tháp pháo dành cho trưởng xe và xạ thủ tháp pháo, trưởng xe làm nhiệm vụ kiểm soát hoạt động và liên lạc với những xe tăng khác bằng tín hiệu, cờ hoặc vô tuyến.
Hệ thống truyền động của Chi-Ha Kiểu 97 kế thừa từ Ha-Go Kiểu 95 nhưng có đến sáu bánh xe cao su thay vì bốn, với răng bánh xích ở phía trước và bánh đệm ở phía sau. Xe có ba bánh đỡ xích. Mỗi cặp bánh chịu tải ở giữa được gắn một đòn khuỷa gia cố bởi lò xo áp lực bằng thép và hai giá chuyển hướng cũng được gắn vào thân xe theo cách thức tương tự bằng đòn khuỷa.

### Phiên bản cải tiến (Shinhoto Chi-Ha)

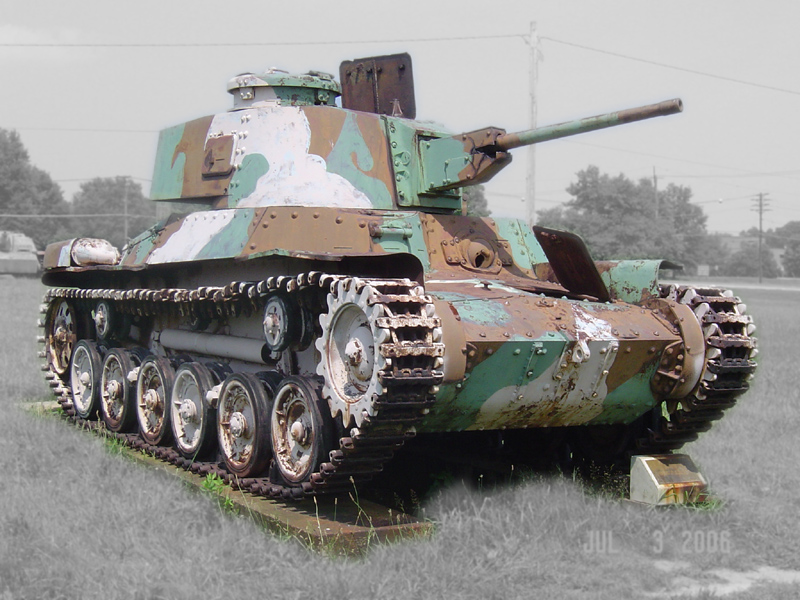
Xe tăng Kiểu 97 Shinhoto Chi-Ha tại Bảo tàng Quân nhu Quân đội Hoa Kỳ ở Aberdeen, Maryland

Chi-Ha Kiểu 97 với pháo chính 57 mm đã thể hiện rõ điểm yếu trong cuộc đối đầu với Hồng quân Liên Xô tại Nặc Môn Khâm, khi mà pháo tăng 45 mm của xe tăng Liên Xô BT-7 và xe bọc thép Ba-10 đã làm thiệt hại nặng các xe tăng Nhật. Do đó, pháo tăng Kiểu 1 47 mm đã được ra đời với thiết kế đối trọng với pháo tăng 45 mm của Liên Xô, với vận tốc đạn nhanh hơn pháo tăng 57 mm nên sức xuyên thép cũng được gia tăng.
Những chiếc Chi-Ha Kiểu 97 được trang bị pháo tăng mới này được đổi tên thành Kiểu 97-Kai (nâng cấp) Shinhoto Chi-Ha (Chi-Ha với tháp pháo mới). Việc sản xuất Chi-Ha nâng cấp bắt đầu từ năm 1942. Việc lắp đặt khẩu pháo mới dẫn đến phải thiết kế lại hình dạng tháp pháo, tuy nhiên các đặc điểm quan trọng khác vẫn được giữ nguyên, trong đó có lớp giáp bảo vệ.
Pháo tăng Kiểu 1 47 mm được trang bị đạn trái phá và đạn trái phá xuyên thép có khả năng chống tăng tốt hơn pháo 57 mm, nhưng bù lại có nhược điểm là đạn trái phá 47mm không có sức công phá bằng đạn trái phá 57 mm (chỉ bằng 1/3) dẫn dến kém hiệu quả khi đối đầu các mục tiêu không phải xe tăng. Shinhoto Chi-Ha có thể mang theo 104 đạn pháo 47 mm, bao gồm 38 viên đạn trái phá và 66 viên đạn trái phá xuyên thép. Một điểm mới nữa của Kiểu 97-kai là tổ lái được tăng thêm một người, làm nhiệm vụ nạp đạn và đứng phía sau pháo thủ tháp pháo.

## Sản xuất
Xe tăng hạng trung Kiểu 97 ban đầu được sản xuất tại ba nhà máy: xưởng vũ khí Sagami, nhà máy Tokyo-Kiki của Mitsubishi và nhà máy Kameari của Hitachi, sau đó được mở rộng sản xuất thêm bốn nhà máy nữa vào đầu năm 1942.
Số lượng sản xuất của xe tăng hạng trung Kiểu 97 và phiên bản nâng cấp:
Xe tăng Kiểu 97 (pháo 57 mm):
- 1938: 110
- 1939: 202
- 1940: 315
- 1941: 507
- 1942: 28

Tổng cộng: 1.162
Xe tăng Kiểu 97 nâng cấp (pháo 47 mm):
- 1942: 503
- 1943: 427

Tổng cộng: 930
Tuy nhiên tài liệu khác cho rằng con số sản xuất của xe tăng Kiểu 97 nâng cấp không thể xác định được. Có tổng cộng 958 khung xe được sản xuất từ tháng 4 năm 1942 (thời điểm bắt đầu sản xuất pháo chống tăng 47 mm) cho đến tháng 3 năm 1944 khi việc sản xuất kết thúc tại nhà máy Hitaichi. Tuy nhiên, chỉ có 272 pháo chống tăng 47mm sản xuất vào năm 1942 so với 366 Chi-Ha được sản xuất từ tháng 4 đến tháng 12 năm 1942, do đó số lượng xe tăng Kiểu 97 nâng cấp khoảng 860 chiếc. Số liệu bao nhiêu xe tăng Kiểu 97 cũ được nâng cấp lên cũng không rõ ràng, tuy nhiên có bằng chứng cho thấy đã có 115 chiếc được nâng cấp, diễn ra chủ yếu vào năm 1945.

## Lịch sử chiến đấu

### Chiến tranh biên giới Xô-Nhật
Tháng 5 năm 1939 tại mặt trận Khalkhin Gol (Nặc Môn Khâm), Quân đoàn Xe tăng số 1 Nhật Bản do Thiếu tướng Masaomi Yasuoka chỉ huy được trang bị bốn xe tăng Kiểu 97 mới. Một chiếc trong số đó được chọn làm xe tăng chỉ huy của trung đoàn trưởng Trung đoàn Xe tăng số 3 Thiếu tá Kiyotake Yoshimaru. Khi trung đoàn này tấn công một cứ điểm được bao bọc bởi dây thép gai dày đặc, bánh xích chiếc xe tăng Kiểu 97 chỉ huy của Yoshimaru bị mắc kẹt. Chiếc xe lùi về sau được khoảng hơn 30 mét thì bất động hoàn toàn, trở thành mục tiêu của những chiếc xe tăng BT-7 và pháo chống tăng Liên Xô. Đạn pháo Nga bắn trúng bánh răng truyền động, thân xe và khu vực động cơ, làm chiếc xe bốc cháy. Khi lửa tràn đến khu vực chứa đạn, chiếc xe tăng phát nổ và khiến cho tháp pháo nổ tung và văng ra xa. Xạ thủ xe tăng may mắn sống sót và chạy thoát trong khi Trung đoàn trưởng tử trận tại chỗ và xác đã được tìm thấy sau sau trận đánh.
Trong vòng bốn ngày tại Khalkhin Gol, 42/73 xe tăng Nhật Bản tại Khalkhin Gol đã bị loại khỏi vòng chiến, hầu hết do xe tăng được trang bị pháo 45 mm và pháo chống tăng của Liên Xô.

### Chiến tranh Thái Bình Dương giai đoạn 1941-1942
Trong trận chiến tại Mã Lai và Singapore, Quân đoàn 25 của tướng Yamashita Tomoyuki nhận được 211 xe tăng, biên chế vào ba Trung đoàn 1, 6 và 14. Ngày 11 tháng 12 năm 1941, Trung đoàn Xe tăng số 1 (có 40 xe tăng Chi-Ha Kiểu 97 và 12 xe tăng Ha-Go Kiểu 95) đã chọc thủng phòng tuyến Jitra. Gần một tháng sau đó vào ngày 7 tháng 1 năm 1942, một trận đấu tăng quan trọng đã diễn ra và cuối cùng Trung đoàn Xe tăng số 6 (có 10 xe tăng Chi-Ha Kiểu 97) được 100 bộ binh yểm trợ đã vượt qua sông Slim phía bắc Singapore. Singapore thất thủ vào ngày 15 tháng 2 và việc sử dụng xe tăng hiệu quả là một phần nguyên nhân chiến thắng của Nhật Bản.
Tại Philippines, quân Nhật bắt đầu tấn công tấn công tại vịnh Lingayen và Luzon từ tháng 12 năm 1941 với hai Trung đoàn Xe tăng số 4 và số 7. Đại tá Sonoda Seinosuke, Trung đoàn trưởng Trung đoàn Xe tăng số 7 đã gửi yêu cầu đặc biệt về Tokyo để xin cho các xe tăng được trang bị pháo 47 mm được đưa đến Philippines, vì các xe tăng mang pháo 57 mm không đủ sức xuyên thủng lớp giáp của xe tăng hạng nhẹ Hoa Kỳ M3 Stuart.[a] Yêu cầu này được đưa đến xưởng vũ khí Sagami, trung tâm phát triển xe tăng chính của Nhật Bản rồi đưa đến Công ty Mitsubishi, nơi đang chuẩn bị cho ra đời nguyên mẫu của kiểu xe tăng hạng trung mới Chi-He Kiểu 1. Do Chi-He Kiểu 1 chưa thể đưa vào sản xuất nên Mitsubishi đã cho sửa đổi khung xe của xe tăng Kiểu 97 để gắn tháp pháo 47 mm mới lên và đã có mười khung xe được nâng cấp.
Một đại đội đặc biệt đã được thành lập dưới quyền Thiếu tá Matsuoka sử dụng lính tăng từ Trung đoàn Xe tăng số 2 và tiến hành huấn luyện trên kiểu xe tăng mới tại trường Chiba. Ngày 29 tháng 3 năm 1942, Đại đội Matsuoka đến Philippines. Xe tăng Kiểu 97-kai xuất hiện lần đầu tiên trên chiến trường với năm chiếc tham gia cuộc đổ bộ lên Corregidor vào rạng sáng ngày 5-6 tháng 5 năm 1942.[b]

### Chiến tranh Thái Bình Dương giai đoạn 1943-1945

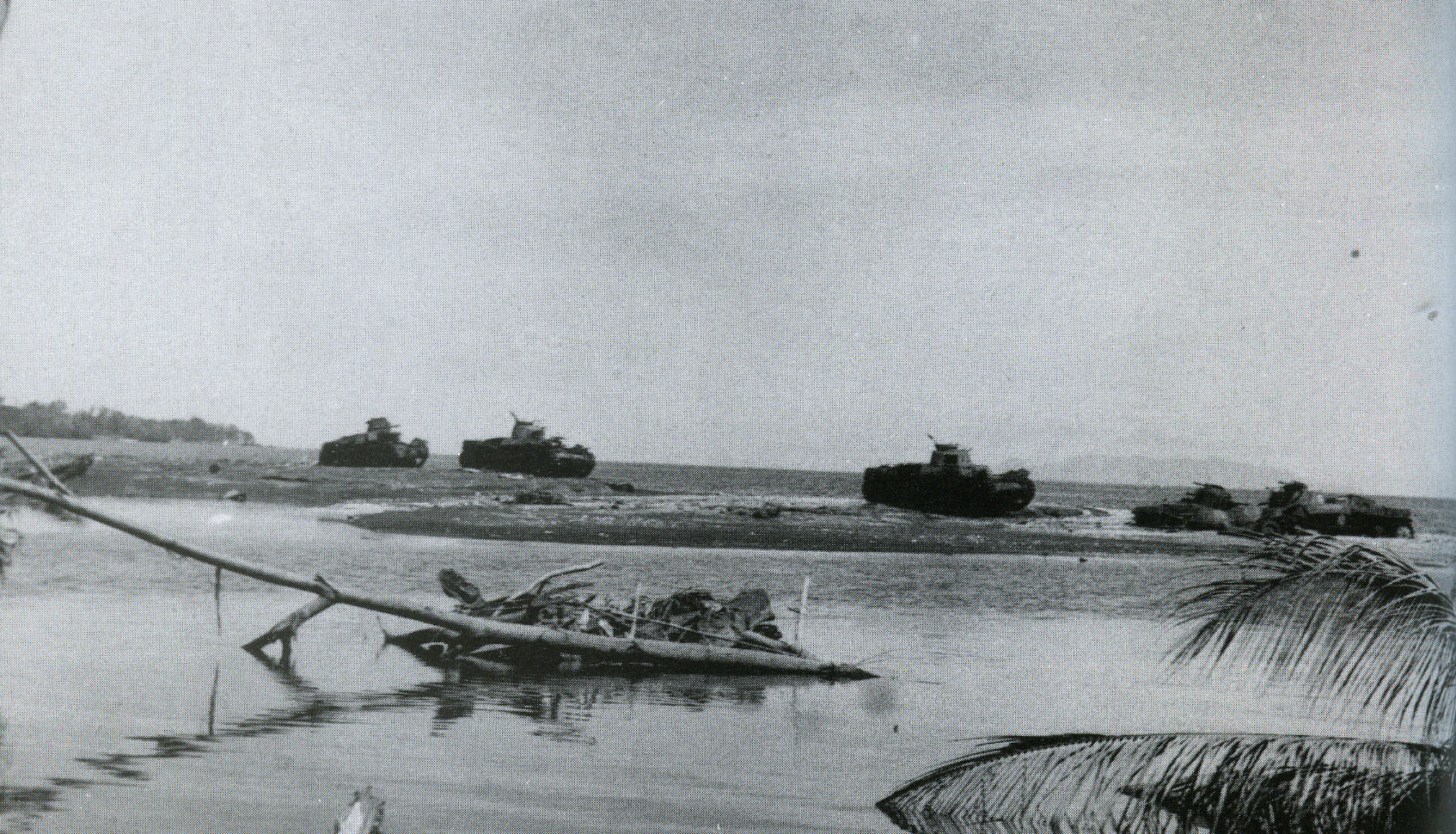
Xác xe tăng Chi-Ha Kiểu 97 tại cửa sông Matanikau sau cuộc tấn công thất bại tại Guadalcanal ngày 23 tháng 10 năm 1942.

Tháng 10 năm 1942, Đại đội Xe tăng Độc lập trang bị 12 xe tăng Chi-Ha Kiểu 97 với tổ lái là cựu binh của Đại đội 4, Trung đoàn Xe tăng số 2 đã đổ bộ lên Guadalcanal để tham gia vào cuộc phản công tái chiếm hòn đảo. Những chiếc xe tăng này dẫn đầu cuộc tấn công của quân Nhật băng qua sông Matanikau trong Trận chiến sân bay Henderson đêm ngày 23 tháng 10 nhưng hầu hết số xe tăng này đã bị pháo chống tăng 37 mm của Mỹ tiêu diệt. Chỉ có 17 trong tổng số 44 người của Đại đội Xe tăng Độc lập còn sống sót sau trận đánh.
Trận Saipan là nơi lần đầu tiên xe tăng Shinhoto Chi-Ha chạm trán với xe tăng M4 Sherman của Hoa Kỳ. Rạng sáng ngày 17 tháng 6 đã diễn ra cuộc tấn công lớn nhất của các xe tăng Nhật trong Chiến tranh Thái Bình Dương thuộc Trung đoàn Xe tăng số 9 nhưng hỏa lực bazooka và pháo chống tăng 37 mm của Thủy quân lục chiến Mỹ đã nhanh chóng chặn đứng cuộc tấn công này. Một trung đội xe tăng Kiểu 97 bị mắc kẹt tại vùng đầm lầy và sau đó cũng bị xe tăng Mỹ tiêu diệt.
Dù được trang bị pháo chống tăng 47 mm, Chi-Ha Kiểu 97 vẫn không có đủ khả năng đối đầu với xe tăng chủ lực của quân Đồng Minh tại mặt trận Thái Bình Dương là M4 Sherman khi mà đạn pháo chống tăng của M4 Sherman có thể xuyên thủng lớp giáp của Kiểu 97 tại bất kỳ cự li chiến đấu thông thường nào trong khi ngược lại Chi-Ha Kiểu 97 chỉ làm được điều đó ở cự li gần hoặc nhắm vào lớp giáp hông mỏng. Do đó, các pháo thủ xe tăng Nhật luôn được lệnh tránh khai hỏa càng lâu càng tốt và xe tăng thường được bố trí thành các ụ pháo cố định hoặc trong trạng thái phục kích để có thể tấn công từ cạnh sườn xe tăng đối phương và thậm chí cả dùng màn khói.
Trong chiến dịch tái chiếm Philippines của Hoa Kỳ, lần đầu tiên và sau cùng quân đội Nhật điều cả một sư đoàn xe tăng (Sư đoàn 2) chống lại quân Mỹ. Sư đoàn 2 có hơn 200 xe tăng hạng trung Kiểu 97, 20 xe tăng hạng nhẹ Kiểu 95 và nhiều loại pháo tự hành mới. Trận chiến xe tăng đáng chú ý đầu tiên tại mặt trận này diễn ra vào ngày 24 tháng 1 năm 1945 tại San Manuel khi Trung đoàn Bộ binh số 161 Hoa Kỳ có pháo tự hành M7 và xe tăng M4 yểm trợ tấn công thị trấn có 40 xe tăng Chi-Ha Kiểu 97. Đạn pháo 105 mm đã làm mất lớp sơn ngụy trang của các xe tăng Nhật và bộ binh Mỹ dần chiếm được các vị trí. Sáng ngày 28 tháng 1, 10 chiếc xe tăng còn lại dẫn đầu cuộc tấn công tự sát mau chóng bị pháo chống tăng 37 mm tiêu diệt. Đến ngày 5 tháng 3, Sư đoàn Xe tăng số 2 Nhật Bản đã thiệt hại tổng cộng 203 xe tăng Kiểu 97 và 19 xe tăng Kiểu 95. Mặc dù bị thiệt hại nặng nhưng xe tăng Nhật không đóng góp được gì nhiều cho toàn chiến cuộc do chất lượng quá kém và không thể trở thành mối đe dọa với quân Mỹ.
Tại Iwo Jima, chỉ có một phần Trung đoàn Xe tăng số 26 tham gia bảo vệ hòn đảo và chỉ huy của đơn vị này, Đại tá Nishi Takeichi mong muốn được sử dụng những chiếc xe tăng Kiểu 97 để làm đơn vị hỏa lực cơ động nhưng sau đó đã buộc phải sử dụng làm các ụ pháo cố định. Cả ba đại đội 1, 2 và 3 của đơn vị này đều lần lượt bị tiêu diệt. Trong Trận Okinawa, quân Nhật chỉ có 13 chiếc xe tăng Kiểu 95 và 14 chiếc xe tăng Kiểu 97 thuộc Trung đoàn Xe tăng số 27 phải đối đầu với 800 xe tăng Mỹ. Hầu hết số xe tăng này đã mất trong cuộc phản công bất thành của quân Nhật ngày 4 và 5 tháng 5.
Trong Chiến dịch Bão tháng Tám, Hồng quân Liên Xô đã huy động hơn 5.000 xe thiết giáp, hơn cả Trận Kursk trong khi phía Nhật chỉ có 2 lữ đoàn tăng. Kết quả là Hồng quân đã chiếm được 369 xe tăng và 35 xe thiết giáp Nhật trong toàn bộ chiến dịch.
Chi-Ha Kiểu 97 cũng đã tham gia vào trận đấu tăng cuối cùng của quân đội Nhật vào ngày 18 tháng 8 năm 1945 khi 25 chiếc Ha-Go và 39 chiếc Chi-Ha thuộc Trung đoàn Xe tăng 11 đã kháng cự Hồng quân đánh chiếm đảo Shimushu thuộc Quần đảo Kuril. Mặc dù Nhật Bản đã đầu hàng nhưng chính quyền Tokyo vẫn cho phép lực lượng trên đảo phòng thủ nếu bị tấn công. Đại tá Ikeda, trung đoàn trưởng đã quyết định cho xe tăng tấn công ngay bãi biển, và bị pháo chống tăng của Liên Xô diệt 21 xe tăng nhưng Hồng quân cũng mất vài trăm lính. Chiến sự tại đây kéo dài cho đến ngày 20 tháng 8.

### Sau Chiến tranh thế giới thứ hai
Các xe tăng Nhật Bản bị Liên Xô chiếm được vào năm 1945 đã được chuyển giao cho các đồng minh Liên Xô trong khu vực. Cuối năm 1949, Quân Giải phóng Nhân dân Trung Quốc có trong tay 349 xe tăng, chủ yếu là xe tăng Kiểu 95 và Kiểu 97 của Nhật. Một số lượng nhỏ xe tăng Nhật được chuyển đến cho Quân đội Nhân dân Triều Tiên để sử dụng cho huấn luyện.

## Các thiết kế liên quan

### Xe tăng hạng trung

Xe tăng Chi-Nu Kiểu 3

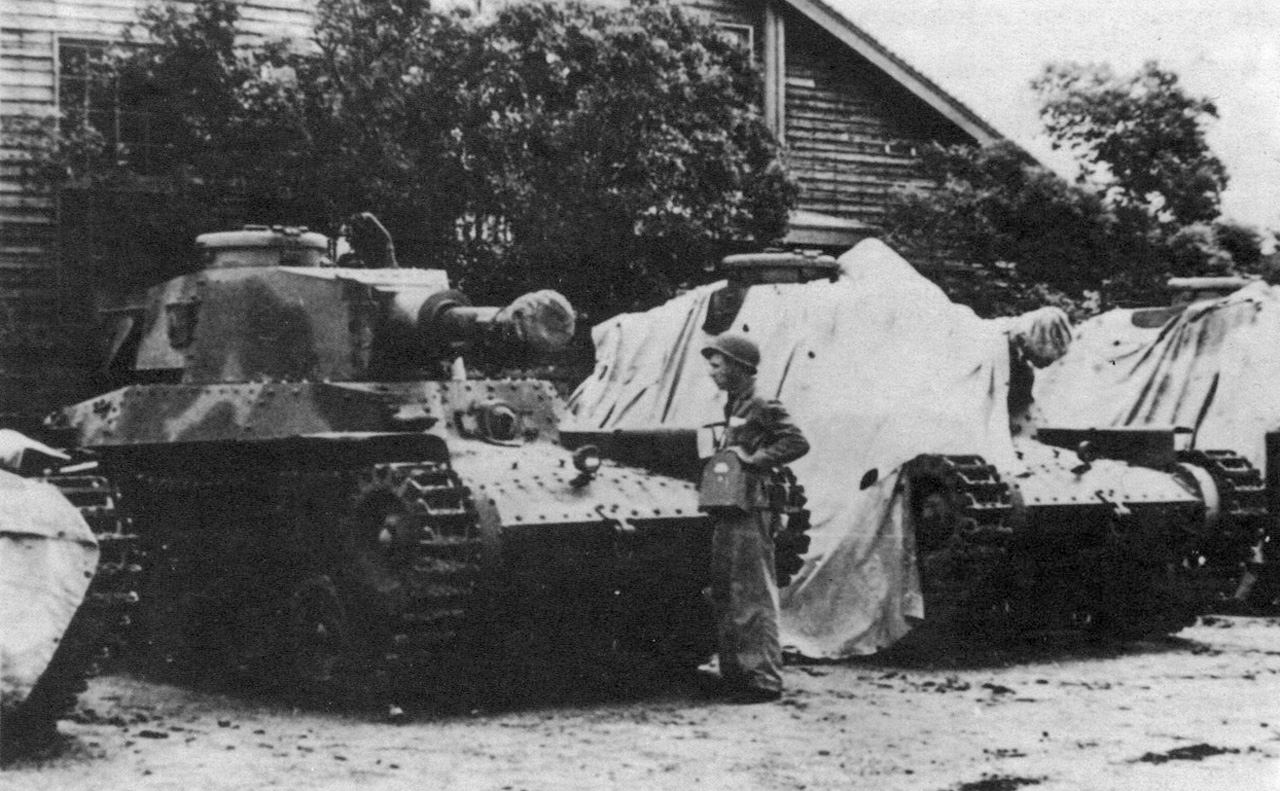
Xe tăng Chi-Ha Kiểu 97 được trang bị hải pháo 120 mm

- Chi-He Kiểu 1

Chi-He là kiểu xe tăng dự tính thay thế cho Chi-Ha Kiểu 97 với thiết kế cải tiến từ Kiểu 97 với việc tăng độ dày lớp giáp phía trước, sử dụng nhiều hơn kỹ thuật hàn và động cơ mạnh hơn. Tuy nhiên chưa bao giờ tham gia chiến đấu.
- Chi-Nu Kiểu 3

Chi-Nu Kiểu 3 có cấu trúc khung xe và hệ thống truyền động giống như Kiểu 97 nhưng có tháp pháo lớn hơn và cũng chưa bao giờ tham gia chiến đấu.
- Chi-Ho Kiểu 98

Đây là kiểu xe tăng chỉ mới trên thiết kế với khung xe tương tự xe tăng Kiểu 97.

### Pháo tự hành
- Ho-Ni I Kiểu 1

Ho-Ni I Kiểu 1 được phát triển dựa trên khung xe và động cơ của xe tăng Kiểu 97, tháp pháo gắn một Pháo dã chiến Kiểu 90 75 mm.
- Ho-I Kiểu 2

Pháo tự hành với phiên bản thử nghiệm dựa trên khung xe của Kiểu 97, trang bị pháo Kiểu 99 75 mm.
- Ho-Ni III Kiểu 3

Pháo tự hành sử dụng khung xe của xe tăng Kiểu 97 với cấu trúc tháp pháo kín, trang bị Pháo dã chiến Kiểu 90.
- Ho-Ro Kiểu 4

Pháo tự hành sử dụng khung xe của phiên bản xe tăng Kiểu 97 cải tiến, trang bị Lựu pháo Kiểu 38 15 cm.
- Pháo tự hành trang bị hải pháo

Pháo tự hành được Hải quân Đế quốc Nhật Bản sản xuất với số lượng nhỏ, sử dụng khung xe của xe tăng Kiểu 97 để gắn lên đó hải pháo 12 cm (120 mm).

## Các quốc gia sử dụng
Đế quốc Nhật Bản
- Lục quân Đế quốc Nhật Bản
- Hải quân Đế quốc Nhật Bản

 Cộng hoà Nhân dân Trung Hoa
- Quân Giải phóng Nhân dân Trung Quốc

 Cộng hoà Dân chủ Nhân dân Triều Tiên
- Quân đội Nhân dân Triều Tiên

 Trung Hoa Dân quốc